# Toussaintia hallei
Espèce
Toussaintia hallei Le Thomas est une espèce de plantes à fleurs de la famille des Annonaceae et du genre Toussaintia, présente au Gabon et au Cameroun.

## Étymologie
Son épithète spécifique hallei rend hommage au botaniste Nicolas Hallé qui récolta le premier spécimen le 2 juillet 1966 aux mines de fer des monts Belinga au Gabon, à une altitude de 950 m.

## Description
C'est une liane dont Nicolas Hallé décrit la fleur comme « très belle, visible de loin, épanouie au soleil en fin de matinée, tournée vers le haut, ainsi que les boutons ».

## Distribution
Très rare, l'espèce n'est connue que de deux sites, l'un au Gabon (Bélinga), l'autre au Cameroun, dans la Région de l'Est, au nord-est de Moloundou.